# 三枝匡
三枝 匡（さえぐさ ただし、1944年9月22日 - ）は、日本の実業家、事業再生専門家。ミスミグループ本社名誉会長・第2期創業者。一橋大学大学院経営管理研究科客員教授、内閣府参与等も務めた。

## 人物
東京都出身。東京都立戸山高等学校を経て、1967年一橋大学経済学部を卒業し、三井石油化学工業（現三井化学）に入社。その後、ボストン・コンサルティング・グループの国内採用第１号のコンサルタントを務めた。東京、ボストンでの勤務後、1975年スタンフォード大学経営大学院修了、経営学修士（MBA）を取得。
米国バクスター社と住友化学の合弁会社の社長、ベンチャーキャピタル会社社長などを経て、不振企業の再建支援を行う「事業再生専門家」として独立し、1986年株式会社三枝匡事務所設立、代表取締役就任。同事務所をベースにして、日本企業の事業再生の仕事にあたった。16年間にわたるその仕事の最後では、（株）コマツの「産機事業本部」の事業再生に携わり、その経験は日本経済新聞社刊『V字回復の経営』に著されている。
2001年ミスミ社外取締役、2002年6月ミスミグループ本社代表取締役社長CEO。2005年駿河精機と株式交換により経営統合。2008年ミスミグループ本社代表取締役会長CEO。2014年ミスミグループ本社取締役会議長。2018年4月、ミスミグループ本社シニアチェアマン。
改革や、駿河精機の買収などにより、商社だったミスミの事業を開発・製造にまで広げ、売上高6倍以上、営業利益4.8倍以上に成長させ、従業員340人の商社からグローバル1万人規模の国際企業に変身させたとして、2018年にミスミグループ本社シニアチェアマン 第2期創業者の称号を受け、2021年にはミスミグループ本社名誉会長・第2期創業者に就任した。
また、1992年から一橋大学商学部非常勤講師を務め「特別講義（国際経営戦略論）」を担当。2001年からは一橋大学大学院商学研究科で「戦略的経営者論」を担当。2005年から一橋大学大学院商学研究科客員教授。2009年、内閣府参与就任。2015年に一橋大学に5億円を寄付し、三枝匡経営者育成基金が設立された。

## 著書
- 『戦略プロフェッショナル』ダイヤモンド社、1991.3.

　　　同　文庫版　日本経済新聞社、2002.9.
- 『経営パワーの危機』日本経済新聞社、1994.9.

　　　同　文庫版　日本経済新聞社、2003.3
- 『V字回復の経営』日本経済新聞社、2001.9

　　　同　文庫版　日本経済新聞社、2006.4.
- 『「日本の経営」を創る』（伊丹敬之と共著）日本経済新聞出版社、2008.11.
- 『ザ・会社改造』日本経済新聞社、2016.9.

## 訳書
- モシェ・F.ルビンシュタイン、イーリス・R.ファーステンバーグ『「鈍」な会社を「俊敏」企業に蘇らせる!』日本経済新聞社、2000.11.